# Fañch Broudig
Fañch Broudig (all'anagrafe François Broudic; Lannion, 1946) è un giornalista francese di lingua bretone e francese.

## Biografia
Ha lavorato dal 1964 al 2007 emettendo programmi radiofonici in bretone, e in televisione, sul canale France 3 Bretagne fino al 1971, parallelamente alla sua attività di documentarista presso il Centro di ricerca Bretone e Celtico.
Dal 1968 al 1970, è segretario della Commissione d'azione per la lingua bretone, la quale ha organizzato svariate manifestazioni rivendicative presso una marcia da Plouay a Lorient nel 1970, portando il suo orientamento politico verso il Partito Comunista Francese.
Egli è uno dei dirigenti della Fondazione Culturale Bretone Emgleo Breiz, la quale gli ha affidato la rivista letteraria bretone Brud nevez.

## Pubblicazioni
- Roll al leoriou hag ar pennadou bet embannet e brezoneg e 1973 = Bibliographie des publications en langue bretonne. Année 1973. In : Studi, n°1, Kerzu/Décembre 1974
- Roll al leoriou hag ar pennadou bet embannet e brezoneg e 1974 = Bibliographie des publications en langue bretonne. Année 1974. In : Studi, n°5, Ebrel/Avril 1976
- Roll al leoriou hag ar pennadou bet embannet e brezoneg e 1975 = Bibliographie des publications en langue bretonne. Année 1975. In : Studi, n°10, Genver/Janvier 1979
- Ar bed o trei. Eun dibab a skridou a-vremañ evid ar skoliou brezoneg. Brest : Ar Helenner, 1983.
- Langue et littérature bretonne. Dix ans de bibliographie. 1973-1982. Brest : Brud Nevez, 1984.
- Taolennou ar baradoz, Le Chasse-Marée / Ed. de l'Estran, Douarnenez, 1988
- Évolution de la pratique du breton de la fin de l'Ancien Régime à nos jours, thèse, université de Bretagne occidentale, Brest, 1993
- Roparz, Jakez hag o diskibien, Ar Skol Vrezoneg, Brest, 1993
- La Pratique du breton de l'Ancien Régime à nos jours, Presses Universitaires Rennes II, 1995, ISBN 2868471285
- L'Interdiction du breton en 1902. La III République contre les langues régionales Coop Breizh, Spézet, 1996, ISBN 2909924785
- À la recherche de la frontière. La limite linguistique entre Haute et Basse-Bretagne aux XIX et XX s, Ar skol vrezoneg, Brest, 1997, ISBN 2906373443
- Combes a-eneb ar brezoneg, Brud Nevez, Brest, 1998
- Histoire de la langue bretonne, éditions Ouest-France, Rennes, 1999